# Lidia Vigara
Lidia Vigara Rodrigo (1998) es una deportista española que compitió en natación sincronizada. Ganó una medalla de plata en los Juegos Europeos de Bakú 2015, en la prueba de combinación libre.

## Palmarés internacional
| Juegos Europeos | Juegos Europeos   | Juegos Europeos  | Juegos Europeos   |
| Año             | Lugar             | Medalla          | Prueba            |
| --------------- | ----------------- | ---------------- | ----------------- |
| 2015            | Bakú (Azerbaiyán) | Medalla de plata | Combinación libre |